# Гуляев, Альберт Петрович
Альбе́рт Петро́вич Гуля́ев (3 декабря 1927, Елец — 30 марта 1998, Москва) — советский и российский астроном, доктор физико-математических наук, профессор. Ведущий научный сотрудник Государственного астрономического института имени П. К. Штернберга.

## Биография
А. П. Гуляев родился 3 декабря 1927 года в г. Ельце в семье военнослужащего. В 1933 году семья переехала в Москву. Во время Великой Отечественной войны окончил 8-й класс школы, в 1947 году — железнодорожный техникум. В 1948 году он поступил на механико-математический факультет МГУ, который окончил с отличием в 1953 году. В 1956 году по окончании аспирантуры был принят на работу в ГАИШ МГУ в качестве младшего научного сотрудника, в дальнейшем — старший научный сотрудник ГАИШ (1966—1982), доцент физфака МГУ (1982—1988), ведущий научный сотрудник ГАИШ (1988—1998). В 1994 году А. П. Гуляеву было присвоено звание профессора по специальности астрометрия и небесная механика.
Умер 30 марта 1998 года. Прах захоронен в колумбарии на Николо-Архангельском кладбище.

## Научная деятельность
После аспирантуры в 1958 году защитил кандидатскую диссертацию «Определение прямых восхождений звёзд списка FK4 полярной области на меридианном круге Московской обсерватории в период 1953—1955 гг.». С 1956 года начал работать в ГАИШ. Его учителями были профессора: С. Н. Блажко, М. С. Зверев, В. В. Подобед.
Основные труды А. П. Гуляева относятся к области фундаментальной астрометрии. В ГАИШ он возглавил рабочую группу по исследованию первого меридианного круга отечественного производства (ГОМЗ) и проведению на нём наблюдений. Полученный в результате каталог звёзд фотографических зенитных труб оказался самым точным среди всех советских меридианных каталогов, работа была удостоена медали ВДНХ. А. П. Гуляев предложил новый метод абсолютных определений прямых восхождений, использующий вместо мир и поляриссим группу близполюсных звёзд. В 1989 году защитил докторскую диссертацию «Близполюсная зона как особая область прямых восхождений». Кроме того, А. П. Гуляев завершил построение общей теории строгой привязки относительных определений координат, провёл анализ ошибок свободного цепного метода. Его каталоги вошли как составная часть в фундаментальный каталог звёзд FK5. Важным научным достижением является анализ последовательности фундаментальных каталогов FK. Высказанное А. П. Гуляевым предположение, что традиционные фундаментальные каталоги подходят к пределу своих возможностей, полностью подтвердилось. А. П. Гуляев участвовал в работе над Астрографическим каталогом «Карта неба». В последние годы работал над «Астрометрическим каталогом переменных звёзд».
На астрономическом отделении физического факультета МГУ А. П. Гуляев читал курс «Общая астрометрия», а также спецкурсы «Фундаментальная астрометрия» и «Современные астрометрические каталоги». Им подготовлено около 10 кандидатов наук.
Автор монографий: «Фундаментальные каталоги звёзд» (в соавторстве с П. И. Бакулиным, 1980), «Дифференциальные каталоги звёзд» (в соавторстве с Л. М. Хоммиком, 1983). А. П. Гуляев был членом Секции астрометрии Астросовета АН СССР, координатором проблемно-тематической группы № 4 «Современный фундаментальный каталог», членом МАС (с 1974 года). Он вёл разделы астрометрии и общей астрономии в Реферативном журнале «Астрономия», на протяжении десятилетий являлся одним из известнейших в астрометрической среде редакторов научных и научно-популярных книг. Среди них: «Фундаментальная астрометрия» В. В. Подобеда, «Проблемы астрометрии» (Сборник научных трудов), «Служба точного времени» Н. С. Блинова и П. И. Бакулина, Астрономический календарь на 1997—1998 гг., «Атлас звёздного неба 2000.0» и другие. В 1989—1998 гг. А. П. Гуляев был членом редколлегии Реферативного журнала «Астрономия» ВИНИТИ РАН.

## Общественная деятельность, спорт и хобби
Альберт Петрович Гуляев в 1978—1982 гг. был председателем Месткома ГАИШ. В студенческие годы был чемпионом МГУ в беге на 100 м. Альберт Петрович был страстным филателистом, собравшим уникальную коллекцию советских марок. Её судьба в настоящее время неизвестна.

## Награды
- Две медали СССР[6]
- Три медали ВДНХ СССР[6]
- Три знака Минвуза СССР[6]

## Избранные труды
Книги и публикации
- Гуляев А. П. Определение прямых восхождений близполюсных звёзд на московском меридианном круге Репсольда в 1955—1956 гг. // Труды ГАИШ. — М., 1961. — Т. 30. — С. 104-158.
- Гуляев А. П. Результаты наблюдений прямых восхождений звезд списков ФЗТ на московском меридианном круге ГОМЗ // Труды ГАИШ. — М., 1978. — Т. 48. — С. 97-123.
- Гуляев А. П. Распространение фундаментальной системы // Фундаментальные каталоги звёзд / П. И. Бакулин; Под ред. и с доп. А. П. Гуляева. — 2-е изд.. — М.: Наука, 1980. — С. 255-328. — 336 с.
- Дифференциальные каталоги звёзд / А. П. Гуляев, Л. М. Хоммик. Под ред. В. В. Подобеда. — М.: Наука, 1983. — 136 с.
- Гуляев А. П., Шамаев В. Г. Новые методы создания координатных систем // Итоги науки и техники, Сер. Астрономия. — М.: ВИНИТИ, 1987. — Т. 30.

Работы научного редактора
- Подобед В. В. Фундаментальная астрометрия. — М.: Физматгиз, 1962.
- Подобед В. В., Нестеров В. В. Общая астрометрия. — М.: Наука, 1975.
- Блинов Н. С., Бакулин П. И. Служба точного времени. — М.: Наука, 1977. — 352 с. — 2950 экз.
- Подобед В. В., Нестеров В. В. Общая астрометрия. — 2-е изд., перераб. и доп.. — М.: Наука, 1982. — 576 с.
- Проблемы астрометрии / 22-я астрометр. конф. СССР, 1-5 июня 1981 г. / Гл. ред. В. В. Подобед, ред. А. П. Гуляев и др.. — М.: Издательство МГУ, 1984. — 341 с.